# Stadio Giacomo Basciano
Lo stadio Provinciale è un impianto sportivo polivalente sito nella frazione di Casa Santa, in periferia dell'agglomerato urbano di Trapani, ricadente nel territorio del comune di Erice (TP). Di proprietà del Libero Consorzio Comunale di Trapani, l'impianto comprende lo stadio dove si disputano le gare interne del Trapani Calcio.
È l'impianto sportivo più grande della Provincia trapanese per numero di posti omologati pari a 7 787 spettatori, ma prima dell'applicazione della recente normativa sugli stadi poteva contenere 10 000 unità. Il campo da calcio ha le dimensioni di 105 × 65 m ed è dotato di una palestra, di una piscina coperta e dell'impianto di illuminazione.

## Storia

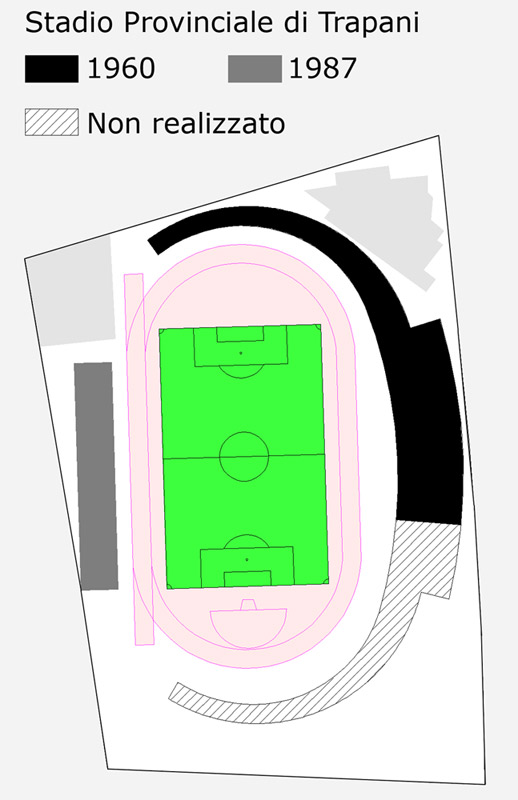
Stadio provinciale: fasi costruttive fino al 2012

Nel 1951 l'amministrazione comunale trapanese individuò una zona a sud della città (tra la via Marsala e la via Salemi) come il luogo più adatto per la realizzazione del nuovo stadio e conferì l'incarico progettuale all'ingegnere Cesare Macaluso. Successivamente alla presentazione del progetto per la realizzazione del nuovo stadio il comune di Trapani, per problemi di ordine finanziario, trasferì la responsabilità realizzativa all'Amministrazione provinciale. Si individuò una nuova zona in contrada Raganzili di 35000 m² di superficie, ricadente nel comune di Erice che allora, verso la seconda metà anni '50, veniva considerata come zona in espansione della città. Nell'aprile del 1957 viene presentato il progetto per la costruzione del nuovo stadio polisportivo provinciale, redatto dallo stesso ing. Macaluso coadiuvato dall'ufficio tecnico provinciale e pensato inizialmente per una capienza superiore ai 10 000 posti a sedere.
Il costo complessivo della struttura fu di 270 milioni di lire che però non coprirono totalmente la realizzazione dell'opera, a cui s'aggiunsero successivamente una piscina coperta ed una palestra, completate negli anni '80, nonché una pista di atletica leggera da otto corsie. Fu inaugurato, incompleto, il 30 ottobre 1960 in occasione dalla settima giornata del campionato 1960-61. In quell'occasione l'avversario fu il Taranto e la partita terminò con il risultato di 3 a 2 per i granata.
L'impianto, dopo l'inaugurazione, risultò ancora incompleto per gli anni successivi soprattutto nel comparto della tribuna coperta e della gradinata, quest'ultima interrotta a circa a due terzi del rettangolo di gioco, e della curva sud non realizzata. Alla tribuna coperta si sopperì per lungo tempo con una struttura precaria in metallo (costituita da tubi Innocenti e chiamata tribunetta) fino all'8 novembre 1987 quando fu sostituita con l'inaugurazione della nuova tribuna coperta costruita in calcestruzzo di cemento armato e copertura metallica.
Nel giugno 2013 è stato approvato lo schema di convenzione tra la società granata e la "Provincia regionale" di Trapani per la gestione dello stadio provinciale. È la prima convenzione del genere stipulata in Sicilia tra un ente pubblico ed una Società sportiva. Essa ha previsto la concessione ventennale dell'impianto alla Società, che si è fatta carico dei lavori di adeguamento, per renderlo a norma per il campionato di Serie B. I lavori si sono conclusi in tempo per l'esordio in Coppa Italia dell'11 agosto 2013.
A fine giugno 2014, acquisito il parere favorevole da parte dell'Ente proprietario dell'impianto (Libero Consorzio Comunale di Trapani), sono iniziati i lavori per l'installazione del manto erboso artificiale e l'ampliamento dei posti a sedere nella curva nord e nella gradinata passata dagli attuali 3 452 posti a 3 834. Tutto ciò è stato reso possibile con l'abbattimento delle attuali barriere architettoniche ottenuto tramite deroghe dei decreti ministeriali in materia di sicurezza negli stadi. La curva nord è stata rimodellata eliminando alcuni tratti in cui la visibilità era scarsa e riposizionata dopo l'abbattimento delle barriere, al limite del campo da gioco garantendo così una nuova prospettiva visiva ai tifosi. Al termine di questi lavori, a partire dall'inizio della stagione calcistica 2014-2015 l'impianto potrà contare su una capienza effettiva di 7 787 posti a sedere. Inoltre, è stata eliminata anche l'originaria pista di atletica leggera a 8 corsie, che vantava l'impianto.
Nell'estate 2019 sono stati completamente sostituiti i seggiolini con nuovi sedili completamente di colore granata.
Nel 2022 fu dedicato, ma senza intitolazione, a Giacomo Basciano.

## Struttura

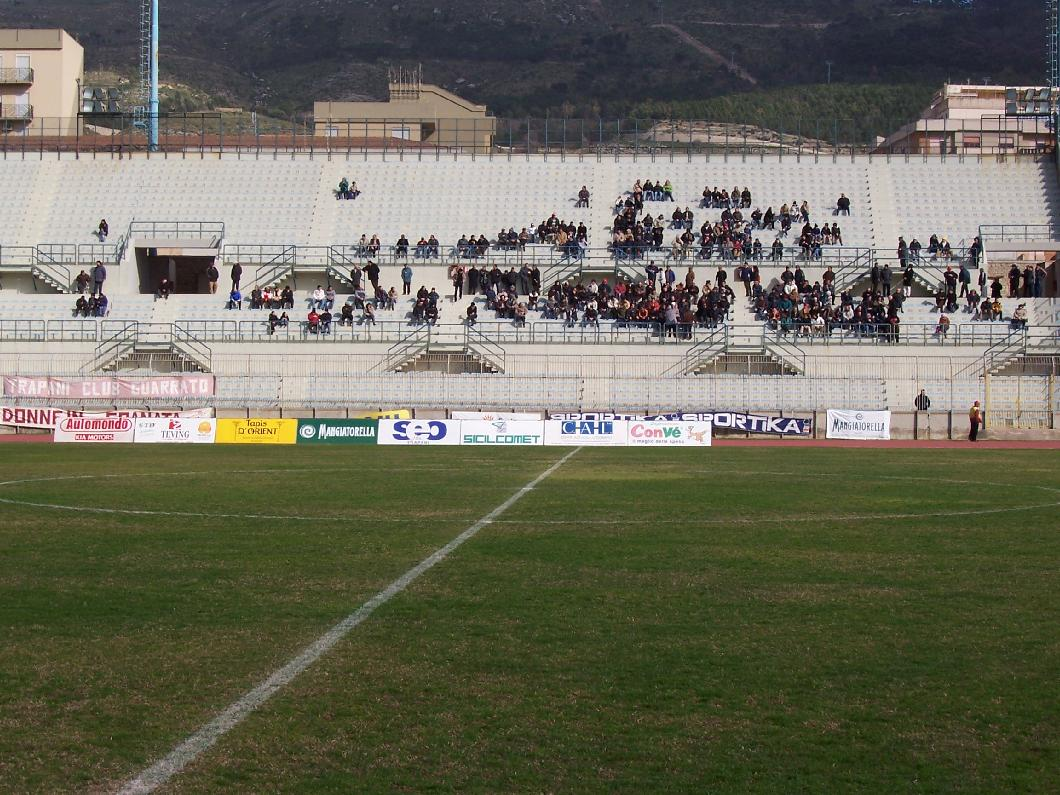
La vecchia gradinata.

L'impianto è diviso in tre settori: la tribuna coperta, che copre tutto il campo ed è capiente 1 890 posti, la gradinata, che copre i due terzi del terreno di gioco ed ha una capienza di 3 834 posti, e la curva nord che può contenere 1 480 persone. Fino alla stagione 2012-2013 il settore ospiti era stato ricavato delimitando con una struttura di rete metallica una parte della curva nord di totale pertinenza della tifoseria locale, una soluzione obbligata ma molto rischiosa dal punto di vista dell'ordine pubblico in caso di sempre possibili episodi di violenza.
Dalla stagione 2013-2014 gli standard di sicurezza della Lega Serie B hanno obbligato la costruzione e la messa in opera dei cosiddetti "tornelli" che daranno modo di disciplinare l'ingresso in campo dei tifosi e una tribunetta prefabbricata di 404 posti, lato sud, che va a costituire il nuovo settore ospiti del "Provinciale".

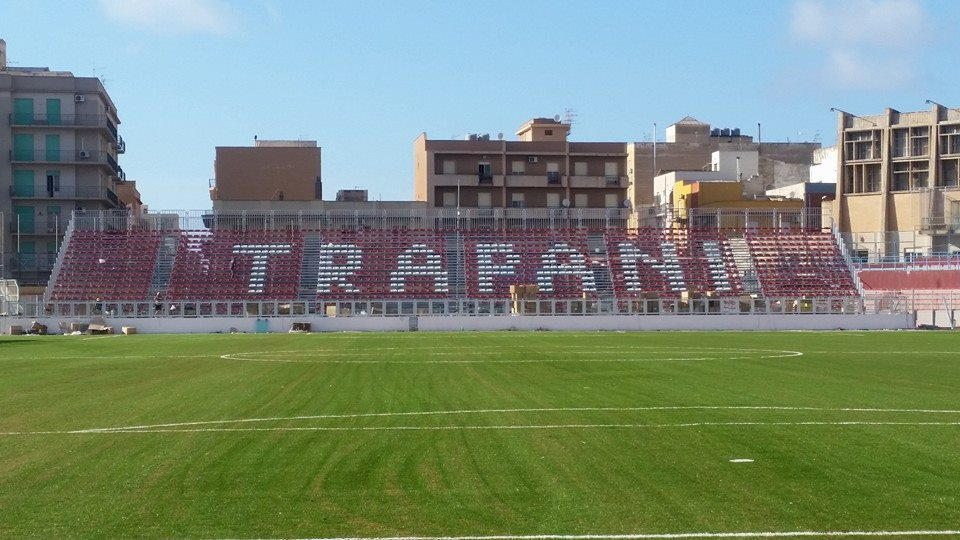
Il manto in sintetico e la nuova curva nord

Lo stadio è però, a quasi cinquant'anni dall'inizio della sua costruzione, ancora incompleto. Manca infatti un buon terzo di gradinata e l'intera curva sud. Il progetto originario dell'impianto, redatto dall'ingegner Cesare Macaluso, prevedeva infatti la presenza di un'ampia gradinata che occupasse la parte ad est del terreno di gioco per tutta la sua lunghezza, e la curva sud (al posto dell'attuale campetto di riscaldamento in terra battuta), per una capienza complessiva che, ad opera completata, oggi potremmo stimare in 11 000/12 000 posti. Per le gare in notturna lo stadio dispone di quattro torri faro ognuna con 26 lampade da 2 000 watt che irradiano circa 800 lux in ogni punto del campo. L'impianto, costato un milione di euro, è stato inaugurato a fine novembre 2011.
Con i lavori dell'estate 2014 il campo da gioco è stato ricoperto da un manto erboso sintetico, inoltre, è stata tolta la pista d'atletica e sono state ristrutturate curva e gradinata.

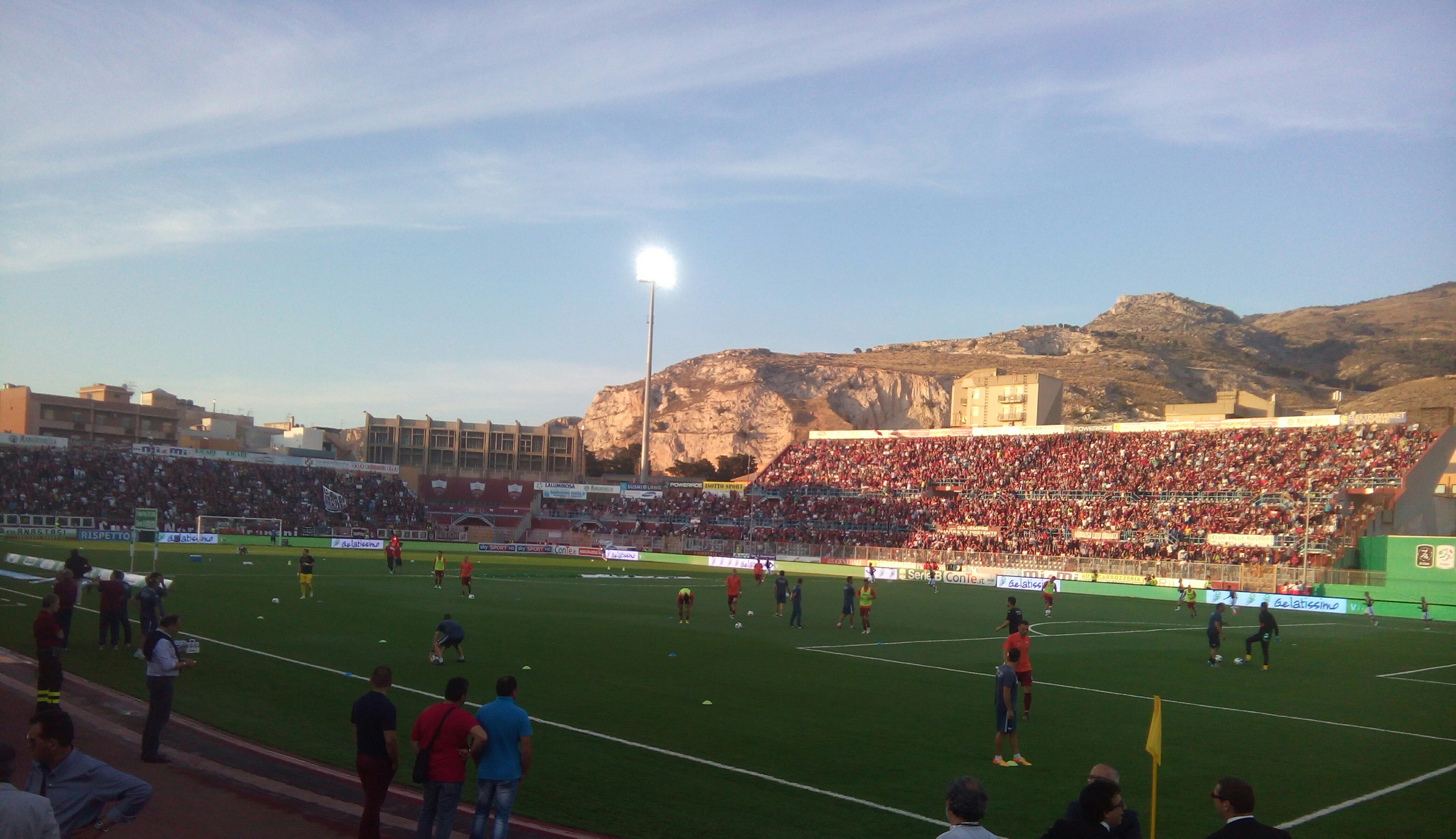
Lo stadio nel prepartita della finale play-off di Serie B Trapani-Pescara

## Partite e tornei nazionali
Oltre ai match interni della squadra granata, del Ligny Calcio e del Pro Trapani (campionati Interregionale dal 1981 al 1984) e del Trapani calcio femminile (serie B tra la fine degli anni '70 e gli anni '80), ha ospitato inoltre le gare casalinghe del Palermo dal 1988 al 1990 per la ristrutturazione, in occasione dei Mondiali di calcio del '90, dello stadio La Favorita.
Il 21 marzo 2007 si è disputato il primo trofeo dedicato alla memoria di Filippo Raciti, l'ispettore capo della Polizia di Stato ucciso il 2 febbraio 2007 durante gli scontri di Catania.
Il 9 giugno 2016 si è disputata la finale di serie B per la promozione in A tra Trapani e Pescara registrando il record di spettatori nella storia delle partite casalinghe della società granata (7787 spettatori) costruendo una tribunetta di metallo tra la tribuna e la curva ospiti.
Per una stagione ha ospitato anche le partite casalinghe del Paceco nella Serie D 2017-2018.

## Partite internazionali
Il primo incontro internazionale fu una gara di qualificazione ai mondiali tra la Nazionale di calcio femminile dell'Italia e l'Inghilterra il 2 giugno 1972 (7-0) e nel settembre successivo in amichevole contro la Jugoslavia (1-0). Il 1º giugno 1975 altra amichevole contro il "Resto d'Europa".
Negli anni'80 si giocò ancora una partita della nazionale di calcio femminile.
Nell'ambito delle universiadi svoltesi in Sicilia nel 1997, Trapani ha ospitato la partita inaugurale del torneo di calcio Italia-Brasile.

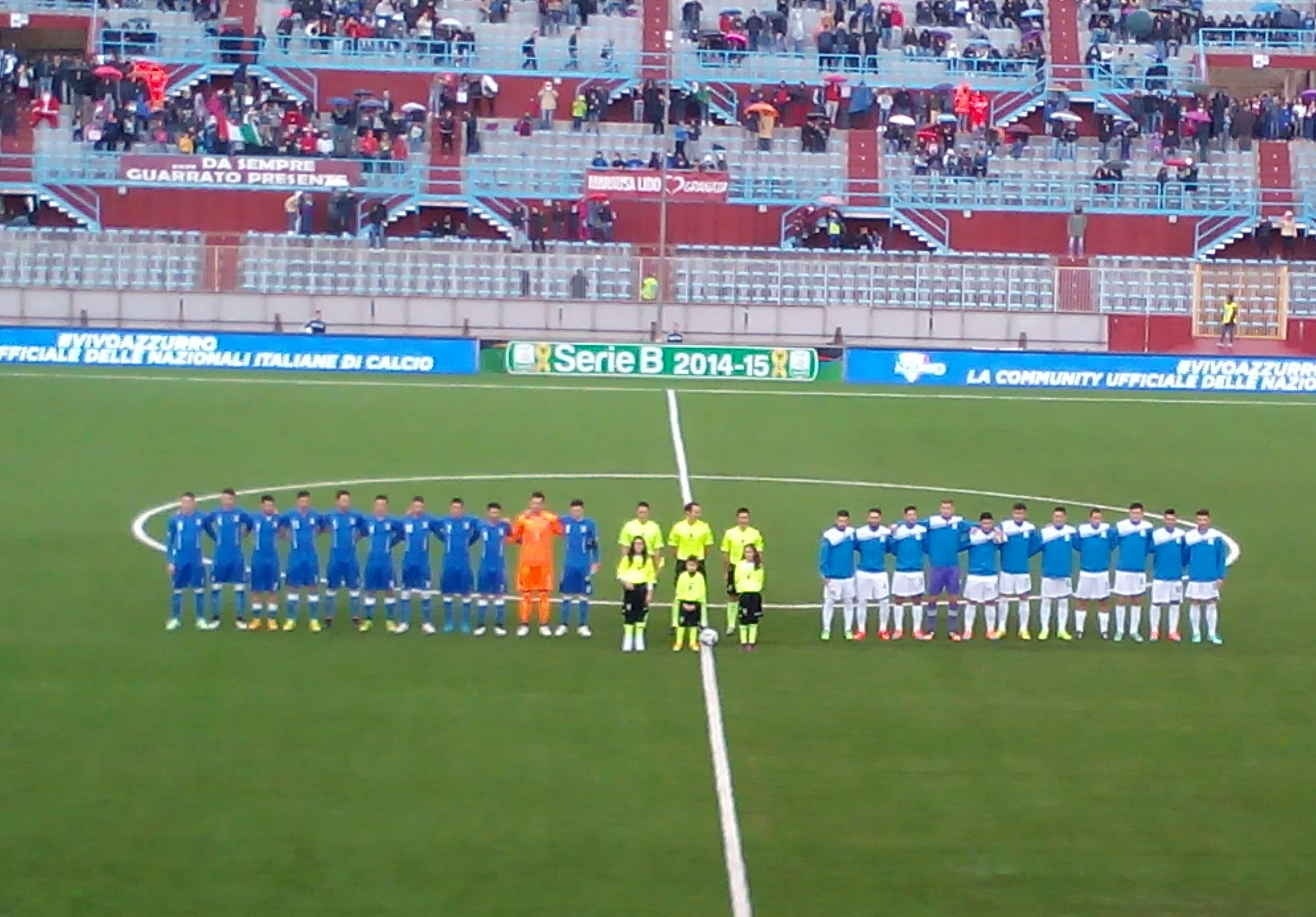
La gara tra Nazionale Under-21 contro la B Italia del 2014

Lo stadio è stato la cornice di alcune gare della rappresentativa nazionale Under 21. Nel marzo 2003 si giocò la partita Italia-Finlandia under 21 valida per il campionato europeo terminata 1-0 per gli azzurri con gol del siciliano D'Agostino su rigore. Un mese dopo si giocò la partita Israele-Francia under 21, valida per il campionato europeo che terminò con il risultato finale di 0-3.
Nel settembre 2004 l'Under 21 tornò affrontando la Norvegia e vincendo per 2-0.
Il 16 dicembre 2014 si è giocata l'amichevole della Nazionale Under 21 contro la "B Italia" (4-1).